# 15596 Yongshiangtham
15596 Yongshiangtham eller 2000 GZ95 är en asteroid i huvudbältet som upptäcktes den 6 april 2000 av LINEAR i Socorro County, New Mexico. Den är uppkallad efter Yong Shiang Tham.
Asteroiden har en diameter på ungefär 5 kilometer och den tillhör asteroidgruppen Nysa.